# Kurier Lubelski
Kurier Lubelski – regionalny dziennik obejmujący swym zasięgiem województwo lubelskie. Skupia się głównie na informacjach z Lublina. Ukazuje się od 1957 roku, chociaż nazwa sięga tradycjami do roku 1830 (jako „Kurjer Lubelski”).
Ukazuje się trzy razy w tygodniu: w poniedziałek, środę i piątek. Dziennik o charakterze informacyjno-interwencyjnym, wzbogacony o informacje społeczne i polityczne z regionu, stawiający na praktyczność przekazywanych informacji. W ramach gazety ukazują się dodatki tematyczne, m.in. sportowy, motoryzacyjny, mieszkaniowy, a także dla poszukujących pracy oraz uczących się. W piątek ukazuje się wydanie magazynowe Kuriera Lubelskiego z całotygodniowym programem telewizyjnym.
Od 15 października 2007 roku do stycznia 2015 roku Kurier wydawany był we współpracy z dziennikiem „Polska”, jednak nadal zachowywał swoją odrębność tematów (prawie cały numer poświęcony regionowi) oraz swoją starą makietę, nie ujednolicając się z pozostałymi dziennikami pod szyldem „Polska”. Wydawcą była spółka Multico.
17 września 2008 spółka Kurier Lubelski Sp. z o.o została przejęta przez Grupę Wydawniczą Polskapresse.